# Tegueste
Tegueste ist eine Gemeinde im Nordosten der Kanareninsel Teneriffa mit 11.405 Einwohnern (Stand: 2024). Sie liegt nördlich von Santa Cruz de Tenerife. Ihre einzige Nachbargemeinde ist San Cristóbal de La Laguna, von der Tegueste als Enklave umschlossen wird.
Tegueste hat eine Fläche von 26,09 km² auf einer durchschnittlichen Höhe von 390 m über dem Meeresspiegel. Der Hauptort der Gemeinde, Tegueste Centro, liegt auf einer Höhe von 550 m.

## Einwohner

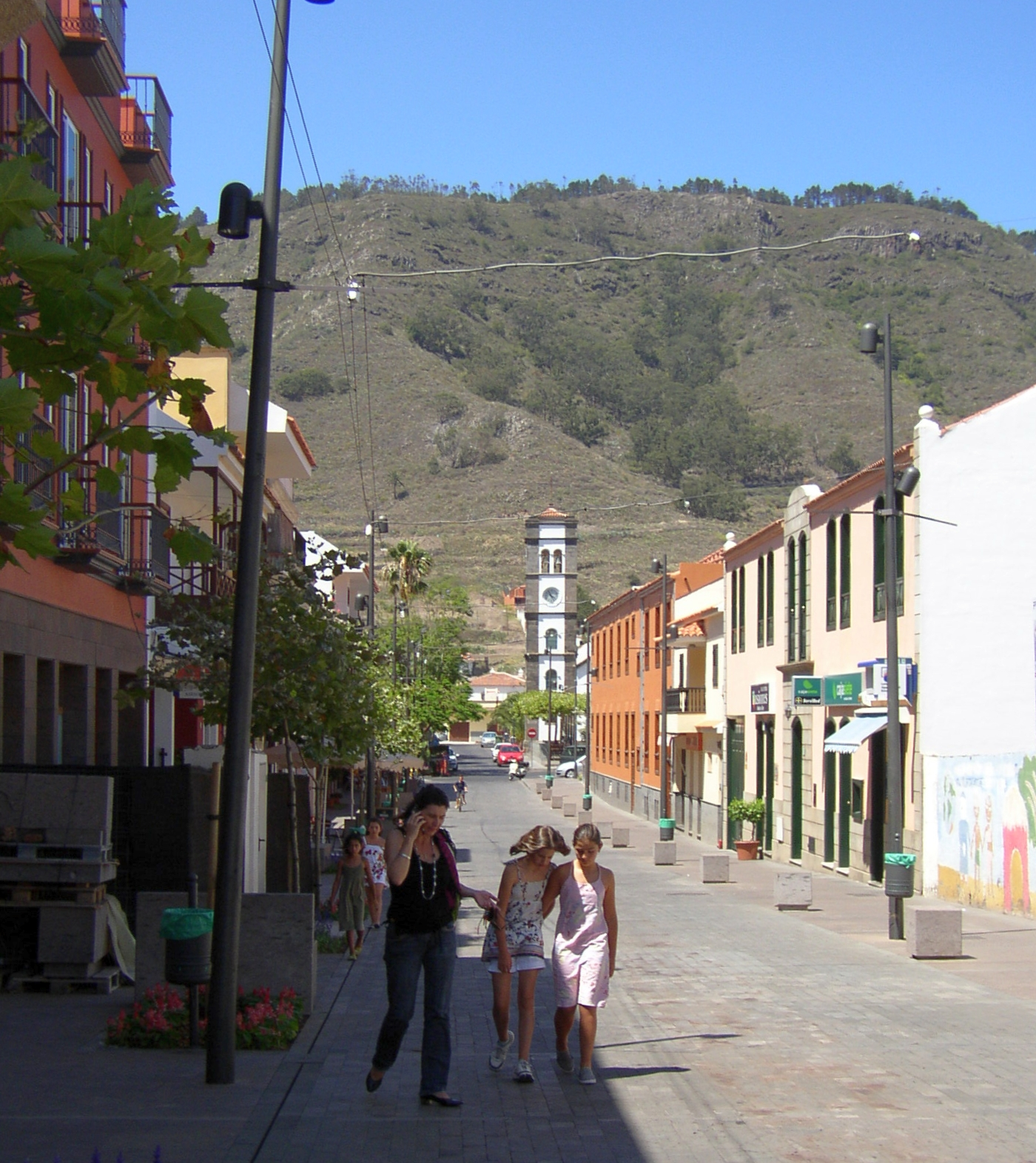
Blick über die Calle del Prebendado Pacheco auf die Kirche San Marcos

| Jahr | Einwohner | Bevölkerungsdichte |
| ---- | --------- | ------------------ |
| 1991 | 08.027    |                    |
| 1996 | 08.558    |                    |
| 2001 | 09.417    | 362,2 Ew./km²      |
| 2002 | 09.816    |                    |
| 2003 | 09.948    | 376,7 Ew./km²      |
| 2004 | 10.165    | 389,6 Ew./km²      |
| 2005 | 10.279    |                    |
| 2006 | 10.393    |                    |
| 2007 | 10.461    | 401,0 Ew./km²      |
| 2008 | 10.613    |                    |
| 2009 | 10.666    | 408,8 Ew./km²      |
| 2014 | 11.097    | 425,3 Ew./km²      |

## Persönlichkeiten
- Pedri (* 2002), Fußballspieler